# Vuelta a San Juan
Vuelta a San Juan – kolarski wyścig wieloetapowy rozgrywany w argentyńskiej prowincji San Juan od 1982.
Pomysł powstania wyścigu wieloetapowego w miejsce rozgrywanych wcześniej kilku różnych wyścigów jednodniowych został sformalizowany w październiku 1981, a jego inicjatorami byli przedstawiciele lokalnego klubu kolarskiego Pedal Club Olimpia oraz miejscowi dziennikarze. W różnych edycjach zmieniała się liczba rozgrywanych etapów, jednak każdorazowo odbywał się on w formule wieloetapowej.
W latach 1982–2016 rozgrywany poza kalendarzem UCI, w latach 2017–2019 był częścią UCI America Tour z kategorią 2.1, a od 2020 należy do UCI ProSeries.
W 2000 wyścig się nie odbył.
Edycję z 2008 początkowo wygrał Gonzalo Najar, jednak później został zdyskwalifikowany za doping, w związku z czym pozostali zawodnicy zostali przesunięci o jedną pozycję w górę w klasyfikacji generalnej wyścigu, a zwycięzcą wyścigu ogłoszony został Óscar Sevilla.

## Zwycięzcy
Opracowano na podstawie:
| Rok  | Pierwsze          | Drugie                  | Trzecie           |          |
| ---- | ----------------- | ----------------------- | ----------------- | -------- |
| 1982 | Eduardo Trillini  |                         |                   |          |
| 1983 | Víctor Caro       |                         |                   |          |
| 1984 | Pedro Chirino     |                         |                   |          |
| 1985 | Ramón Sánchez     |                         |                   |          |
| 1986 | Ramón Sánchez     |                         |                   |          |
| 1987 | Daniel Castro     |                         |                   |          |
| 1988 | Luis Moyano       |                         |                   |          |
| 1989 | Alberto Bravo     |                         |                   |          |
| 1990 | Javier Argonz     |                         |                   |          |
| 1991 | Alberto Bravo     |                         |                   |          |
| 1992 | Alberto Bravo     |                         |                   |          |
| 1993 | Juan Agüero       |                         |                   |          |
| 1994 | Juan Agüero       |                         |                   |          |
| 1995 | David Kenig       |                         |                   |          |
| 1996 | Raúl Ruarte       |                         |                   |          |
| 1997 | Eduardo Mulet     |                         |                   |          |
| 1998 | Gonzalo Salas     |                         |                   |          |
| 1999 | Gustavo Toledo    |                         |                   |          |
| 2001 | Edgardo Simón     |                         |                   |          |
| 2002 | Edgardo Simón     | Juan Guillermo Brunetta | Óscar Villalobo   |          |
| 2003 | Óscar Villalobo   | Fernando Antogna        | Juan Curuchet     |          |
| 2004 | Óscar Villalobo   | Jorge Giacinti          | Edgardo Simón     |          |
| 2005 | Luciano Montivero | Gustavo Toledo          | Javier Páez       |          |
| 2006 | Gerardo Fernández | Claudio Flores          | César Sigura      |          |
| 2007 | Luciano Montivero | Darío Díaz              | Juan Pablo Dotti  |          |
| 2008 | Pedro González    | Gabriel Brizuela        | Ricardo Julio     |          |
| 2009 | Gerardo Fernández | Matías Médici           | Luciano Montivero |          |
| 2010 | Juan Pablo Dotti  | Luciano Montivero       | Alvaro Algiró     |          |
| 2011 | Daniel Zamora     | Juan Pablo Dotti        | Ignacio Pereyra   |          |
| 2012 | Juan Pablo Dotti  | Daniel Zamora           | Emanuel Saldaño   |          |
| 2013 | Daniel Zamora     | Roberto Richeze         | Lucas Lopardo     |          |
| 2014 | Laureano Rosas    | Ricardo Escuela         | Roberto Richeze   |          |
| 2015 | Laureano Rosas    | Ricardo Escuela         | Juan Melivilo     |          |
| 2016 | Laureano Rosas    | Juan Pablo Dotti        | Ricardo Escuela   |          |
| 2017 | Bauke Mollema     | Óscar Sevilla           | Rodolfo Torres    |          |
| 2018 | Óscar Sevilla     | Filippo Ganna           | Rodolfo Torres    |          |
| 2019 | Winner Anacona    | Julian Alaphilippe      | Óscar Sevilla     |          |
| 2020 | Remco Evenepoel   | Filippo Ganna           | Óscar Sevilla     |          |
| 2021 | odwołany          | odwołany                | odwołany          | odwołany |
| 2022 | odwołany          | odwołany                | odwołany          | odwołany |
| 2023 | Filippo Ganna     | Sergio Higuita          | Einer Rubio       |          |